# Karl Hack (Verwaltungsjurist)
Karl Hack (* 1844 in Mannheim; † 19. Juli 1905 in München) war ein deutscher Kommunalbeamter.

## Leben

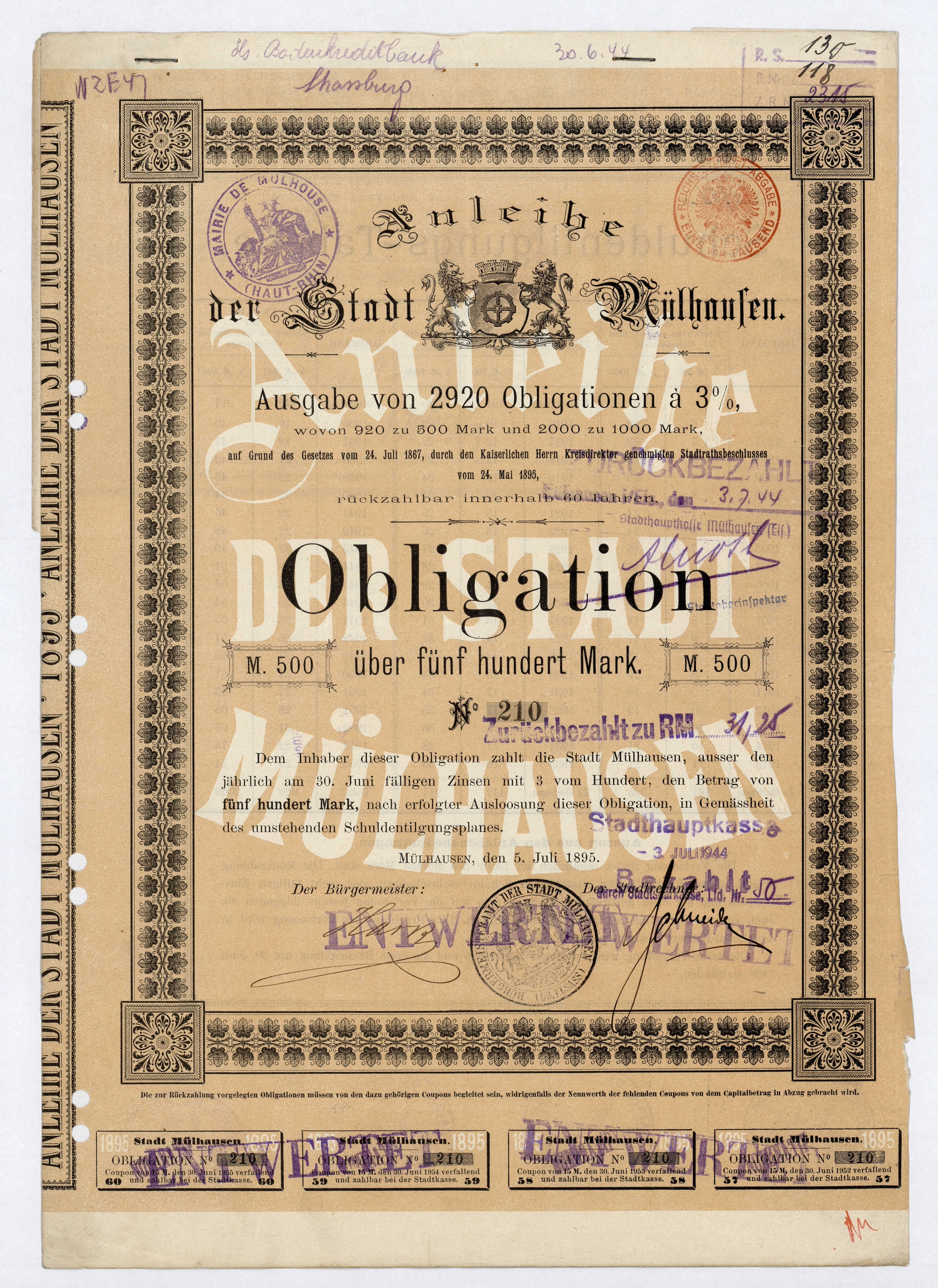
Kommunalanleihe über 500 Mark der Stadt Mülhausen vom 5. Juli 1895 mit Unterschrift von Bürgermeister Hack.

Hack studierte an der Ludwig-Maximilians-Universität Rechtswissenschaft. 1864 wurde er im Corps Suevia München recipiert. Nach Abschluss des Studiums trat er in den Verwaltungsdienst des Reichslands Elsaß-Lothringen. 1873 verfasste er als Kreisassessor die Schrift „Statistische Mittheilungen über die Stadt Mülhausen, 1872“. Von 1880 bis 1882 war er Kreisdirektor des Kreises Château-Salins und von 1882 bis 1887 des Kreises Gebweiler. Im Juni 1887 wechselte er als Oberbürgermeister nach Mülhausen. Das Amt hatte er bis 1901 inne. Als kaiserlicher Geheimer Regierungsrat charakterisiert, lebte er danach bis zu seinem Tod in München. Er starb mit 61 Jahren.